# Спільнота Святого Егідія

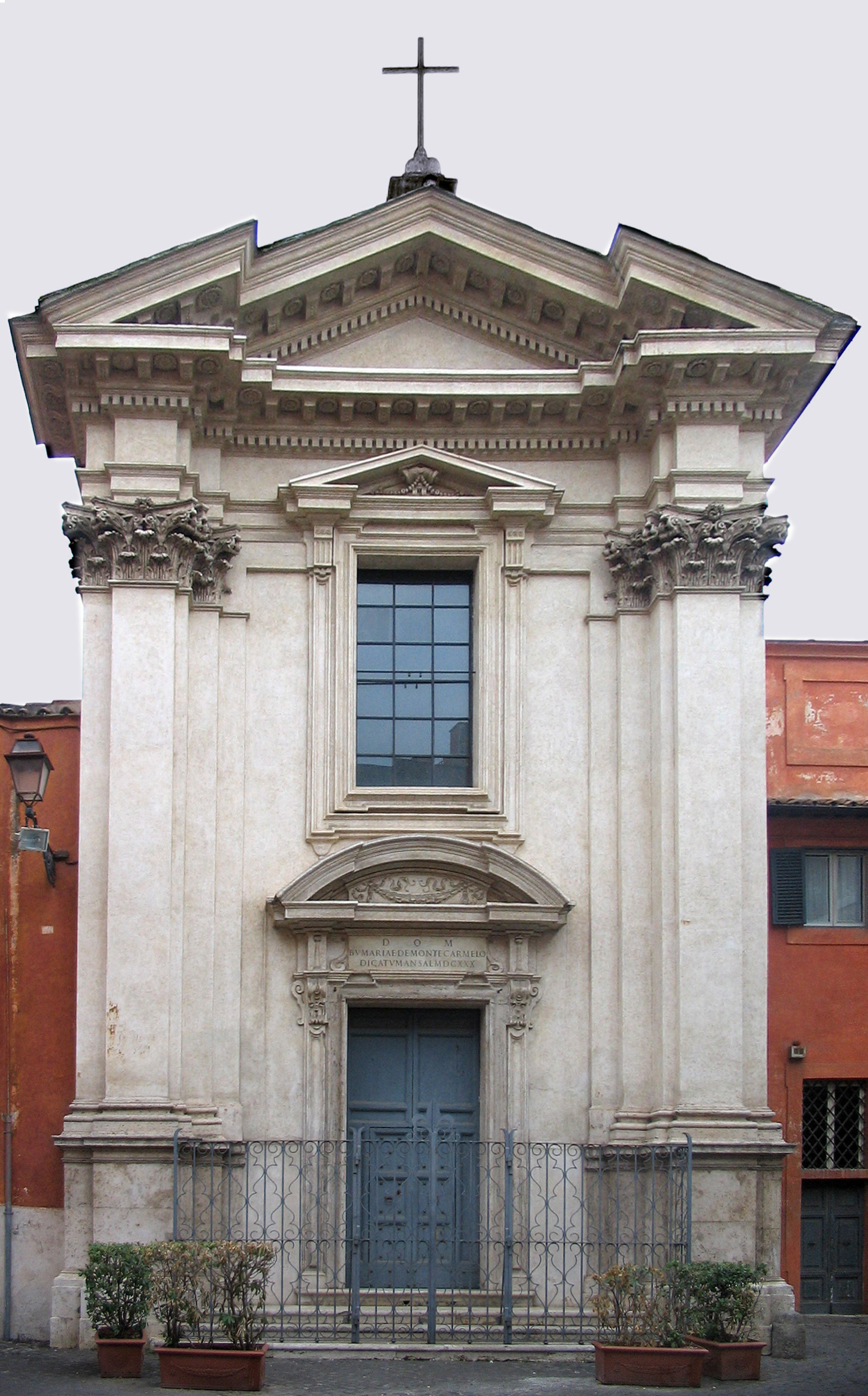
церква св. Егідія у Римі

Спільнота Святого Егідія (італ. Comunità di Sant'Egidio) — християнська організація, яка офіційно визнана католицькою церквою як «церковно-громадська світська асоціація». Має понад 50 000 членів у більш ніж 70 країнах світу. Основними напрямками діяльності є поширення Євангелія, допомога нужденним (бідним, бездомним, людям похилого віку, мігрантам тощо), діалог між церквами і релігіями.

## Історія
Спільнота Святого Егідія була заснована у Римі в 1968 році групою римських студентів, на чолі з Андреа Ріккарді, на хвилі реформ, ініційованих Другим Ватиканським собором. Названа на честь церкви св. Егідія у Римі (в районі Трастевере), яку засновники організації обрали своїм першим постійним місце зустрічі. Натхненна діяльністю першої християнської спільноти, описаної в Діяннях апостолів та досвідом Франциска Ассизького, група почала відвідувати околиці Риму, де на той час жило багато бідних людей (зокрема іммігрантів, що жили в бараках), та допомагати їм, а також почала займатися з дітьми мігрантів. В подальшому організація почала діяти і в інших країнах. Її діяльність включає створення притулків для літніх людей, хоспісів для хворих на Снід тощо.
Благодійні зусилля Спільноти св. Егідія також призвели до визнання її посередником у мирних переговорах. Наприкінці 1980-х рр., організація зрозуміла, що гуманітарні зусилля у Мозамбіку, який роздирала громадянська війна, не можуть досягти успіху без миру. У 1990 році Спільнота була прийнята правлячою ФРЕЛІМО і повстанцями РЕНАМО як медіатор та зіграла ключову роль в укладенні Римських загальних мирних угод, підписаних у 1992 році. Організація продовжила мирні ініціативи в Алжирі, на Балканах, в Демократичній Республіці Конго та інших місцях.
Спільнота Святого Егідія також бореться проти смертної кари, зокрема ініціювала день «Міста за життя». 

## Діяльність
Один з ключових напрямків діяльності Спільноти святого Егідія - служіння бідним людям. Члени громади закликають не розглядати таких людей як соціальну категорію, а прагнуть насамперед встановити з ними особисті стосунки. Характерною рисою Спільноти є дружба з тими, хто потребують допомоги і підтримки: старими, бездомними, безпритульними, дітьми, які потрапили в скрутну ситуацію, інвалідами, мігрантами, ув'язненими, хворими.
Спільнота має ряд соціальних проектів: відкриття будинків сімейного типу для людей похилого віку та інвалідів, столових для бідних, центрів допомоги бездомним, мовних шкіл для іммігрантів, художніх майстерень для інвалідів, організація мережі допомоги вдома одиноким літнім людям. З 1982 року Спільнота святого Егідія проводить різдвяні обіди для малозабезпечених і бездомних (сьогодні такі обіди проходять у сотнях міст світу).
Спільнота святого Егідія реалізує важливі міжнародні проєкти, в тому числі програму DREAM (Disease Relief through Excellent and Advanced Means) по лікуванню хворих на СНІД в Африці; програму BRAVO (Birth Registration for All Versus Oblivion) по реєстрації «неіснуючих» для держави дітей (без свідоцтв про народження та інших документів) в різних африканських країнах; «Гуманітарні коридори», що дозволяють особливо вразливим категоріям біженців з Близького Сходу і з регіону Африканського Рогу приїхати в Європу, маючи гарантії безпеки в дорозі. Спільнота також контролює їх інтеграцію в приймаючих європейських країнах.
Спільнота святого Егідія веде миротворчу роботу з посередництва в конфліктах задля збереження миру в багатьох регіонах. У 1992 році за посередництва спільноти в Римі було підписано мирну угоду, що завершила громадянську війну в Мозамбіку. Члени спільноти працювали з метою встановлення миру і примирення ворогуючих сторін на Балканах, в Албанії, Лівані, Кот-д'Івуарі, Гватемалі, Сенегалі, Іраку, Сирії, Колумбії, Ліберії, Дарфурі, Того, на Філіппінах, в Центральноафриканській Республіці.
Спільнота святого Егідія бере участь у розвитку діалогу між католиками і православними, а також міжхристиянського і міжрелігійного діалогу. З 1987 року щорічно проводяться зустрічі «Молитва про мир», розпочаті в 1986 році в Ассізі Папою Римським Іоанном Павлом II; в них беруть участь авторитетні представники християнських Церков і основних світових релігій, політичні та культурні діячі.
У містах присутності групи Спільноти реалізують різні проєкти допомоги бідним людям. Серед них: роздачі їжі та одягу бездомним людям (наприклад, в Барселоні), організація благодійних їдалень (наприклад, в Римі), відкриття центрів соціальної підтримки (наприклад, у Варшаві), центри харчування для дітей (наприклад, в Мапуту), заняття "школа миру" (наприклад, в Ісламабаді).
Більшість членів Спільноти святого Егідія - волонтери, які допомагають бідним і займаються проєктами Спільноти у вільний від роботи чи навчання час.

## Нагороди
Спільнота Святого Егідія отримала безліч нагород і визнання. зокрема:
- 1997: Світова методистська нагороду миру від Всесвітньої Ради Методистської церкви
- 1999: премію миру Niwano від Niwano Peace Foundation
- 1999: Фелікс Уфуе-Буаньї премію миру від ЮНЕСКО
- 2000: офіційне визнання від міської ради Нью-Йорка за прихильність до прав людини, зокрема зусилля, щоб зупинити смертну кару
- 2002: номінація парламентом Італії на Нобелівську премію миру
- 2004: Міжнародну Миротворчу премію від Common Ground[13]
- 2004: Премію Бальзана за мир і братерство між народами.[14]
- 2009: Міжнародна премія Карла Великого була надана Андреа Ріккарді, засновнику організації.[15]

## В Україні
В Україні Спільнота святого Егідія діє з 1991 року, зараз Спільнота надає допомогу людям, що опинилися в складних життєвих обставинах, внутрішньо переміщеним особам, дітям, літнім людям, бездомним людям .  
Від початку своєї присутності в Україні Спільнота Святого Егідія виявляє особливу увагу до неповнолітніх, які опинилися у складних життєвих обставинах. У 1999 році була розпочата програма опіки на відстані дітей, які проживають в інтернатних закладах або будинках сімейного типу. Наразі у програмі перебувають 300 дітей.

#### Діяльність Спільноти святого Егідія в Україні від 24 лютого 2022 року
Спільнота надає допомогу медичним закладам по всій Україні, а також надає допомогу місцевим адміністраціям та громадам у небезпечних регіонах. На жовтень 2023 року діє 4 гуманітерних центри, де внутрішньо переміщені особи отримують допомогу: у Львові, Івано-Франківську та два центри у Києві. Щомісяця в цих центрах роздають близько 12 тис продуктових наборів. Такі центри допомоги водночас є інтеграційнимим центрами: люди що приходять за допомогою починають волонтерську діяльність, дружать (таких від початку повномасштабного вторгнення до жовтня 2023 року вже близько 500). Також у містах, де присутня Спільнота, діють "Школи миру"  - простори навчання та дружби для дітей. Окрім тих, що включені в програму опіки на відстані, Спільнота підтримала та надала гуманітарну допомогу ще тисячам неповнолітніх в Україні, з якими контактувала у дитячих закладах, педіатричних центрах та лікарнях, центрах для біженців. 
Всередині спільноти святого Егідія продовжує діяти рух "Молодь за мир", що поширює культуру миру і солідарності, допомагає бездномним і літнім людям, а також координує "Школи миру".
Спільнота опікується двома будинками сімейного типу в Івано-Франківську. 